# Леталд II (Макон)
Леталд II (на френски: Liétaud ou Letaud ou Léotalde II de Mâcon, Liétald II, или Liétaud, Leotaldus, Dei gratia comes; † между 958 и 961) е граф на Макон от 943 г., граф на Безансон и на Свободното графство Бургундия през 952 – 958/961 г.

## Биография
Той е син на граф Обри I от Макон († 943) и съпругата му Толозана или Аталане (дъщеря-наследничка на вицеграф Ракулф от Макон). По-голям брат е на Хумберт I дьо Сален.
През 935 г. Леталд е споменат за пръв път заедно с жена си Ермингарда в документ на абатсвото Клуни. През 945 г. той наследява Графство Макон и други владения. От тези територии се създава Графство Бургундия (Франш Конте).
След смъртта на бездетния Хуго Черния през 952 г. Леталд го наследява и получава териториите източно от р. Соана с главен град Безансон в Горна Бургундия. Той е споменат в документ на крал Лотар от 20 октомври 955 г.
Той е последван от Обри II.

## Фамилия
Първи брак: ок. 930/935 г. с Ермингарда (Ирменгарда) де Вержи, дъщеря на граф Манасес I, граф на Шалон и Дижон. Двамата имат един син:
- Обри II (* ок. 942, † 981), граф на Макон и Безансон от 965; женен за Ерментруда († 5 март 1002/1005), дъщеря на граф Райналд от Руси (вдовицата му се омъжва 982 г. за граф Ото Вилхелм)

Втори брак: ок. 941 г. с Берта, вероятно дъщеря на Гарние, виконт дьо Труа, и Тетберга Арлска
Трети брак: с Ришилда